# 菩提寺 (北海道南幌町)
菩提寺（ぼだいじ）は、北海道空知郡南幌町に所在する曹洞宗の寺院。

## 歴史

### 草庵から説教所へ
明治時代に三重県から北海道への移住者「三重団体」を率いた板垣贇夫は神仏への信仰心が篤く、現地において独立の基礎が成立した折には僧侶を招いて寺院を建立する旨を、団体移住規約に明記していた。よって1894年（明治27年）4月、兵庫県出身で三重県津市岩田町にある菩提寺の住職を務めていた尼僧・旭地了寛が、移住者の一行に迎えられた。
同1894年12月28日、旭地了寛は北海道庁から幌向村（当時）南11線西7番地に未開地4町8反3畝10歩の貸下げを受け、その地に草庵を建てると釈迦如来を祀り、信者に仏法を説いた。
その後、現地の開拓が進むにつれて信徒の間で説教所の設置を求める声が出てきたため、1898年（明治31年）1月に板垣贇夫ほか13名が設立を願い出て、3月12日に許可を得、前述の草庵をそのまま説教所とした。札幌区（当時）にある中央寺住職の小松万宗がこれを本寺所属教所として管理し、旭地了寛は説教所主任となった。

### 寺号公称
1900年（明治33年）、説教所の昇格が決まり、10月6日に曹洞宗宗務院より寺号公称の許可を受ける。翌1901年（明治34年）1月5日、寺院創立を北海道庁長官に願い出て、3月8日に許可を得る。津市栄町にある四天王寺住職の鈴木天山が新寺院の初代住職に就き、12月6日、拈華山菩提寺として寺籍に編入された。
寺院の建物は、将来的な集落の発展を考えて役場付近に新築移転することとなり、板垣贇夫が南13線西8番地に所有していた畑地600坪の寄付を受け、1902年（明治35年）10月10日に堂宇が落成した。
なお、菩提寺の創立を見届けた旭地了寛は、余市郡大江村（当時）に移って願王寺を創建したのち、84歳で没している。

### 2代目・3代目住職
三重県鈴鹿郡川崎村出身の原天隆は、幌向村を去る前の旭地了寛の推薦を受けて菩提寺の監寺となり、寺務のかたわらで多数の青年を招いて修養講座を開いた。原天隆は1903年（明治36年）に三重県鈴鹿郡へ帰り、庄内村の金光寺へと移ったため、正式な菩提寺の住職に就任することはなかったが、功績の大きさから2代目住職として数えられている。
福井県出身の吉村諦真が原天隆の職務を継ぎ、監寺代理として仮留守居役となるが、1905年（明治38年）5月に一身上の都合で辞任する。その後、吉村諦真は小樽にある龍徳寺住職の有田法宗のもとで徒弟となっていたが、1908年（明治41年）に菩提寺へ帰還し、12月25日には3代目住職となった。
吉村諦真は布教のかたわらで社会教育にも力を注ぎ、特に青年の指導に心を砕いた。というのも、当時の幌向村にある教育機関は尋常科課程の小学校のみであり、住民には高等科以上の教育を受ける機会がなかったのである。冬が訪れて農閑期に入ると、志ある青年たちは吉村諦真のもとに集まって教えを受け、中には中学校卒業程度の学力を修得した者もいた。後に南幌町が遂げる発展において、この門下生たちが寄与することは大きく、1923年（大正12年）12月27日に吉村諦真が没すると、境内に頌徳碑が建てられた。

### 4代目・5代目住職
龍徳寺住職の近藤愚童は、亡き吉村諦真の後継として、秋田県出身の岩井達道を推薦した。当時の岩井達道は、紋別郡幌内村にある東皐寺にて2代目住職を務めていたが、1924年（大正13年）3月25日に幌向村へ転入し、6月2日、菩提寺の4代目住職となった。
1928年（昭和3年）、岩井達道は境内に松100本を植えたほか、檀家から寄進を受けた各種樹木の移植を行い、環境の整備に努めた。
1932年（昭和7年）秋には水害が発生し、幌向村も甚大な被害を被った。岩井達道がこの旨を曹洞宗の本山たる永平寺に報告したところ、永平寺は日本全国に呼び掛けて義援金を募り、北海道庁に託した。また、達道の妻スヱも小樽で喜捨を集め、白米や衣服、現金を罹災者に配布している。
1952年（昭和27年）9月30日、太平洋戦争終結後に新しくなった宗教法人法の下で、菩提寺は改めて寺院としての認可を得る。
1954年（昭和29年）12月27日に岩井達道は没したが、このとき後継者の清淳が学業半ばであったため、夕張市にある実相寺住職の夏目貫道が兼務することとなった。
1958年（昭和33年）3月に学業を終えた岩井清淳は、永平寺で修業した後、10月1日に5代目住職に就任した。
1959年（昭和34年）3月20日、老朽化していた堂宇が解体される。4月12日には新堂宇が着工され、11月3日に落成した。

## ギャラリー

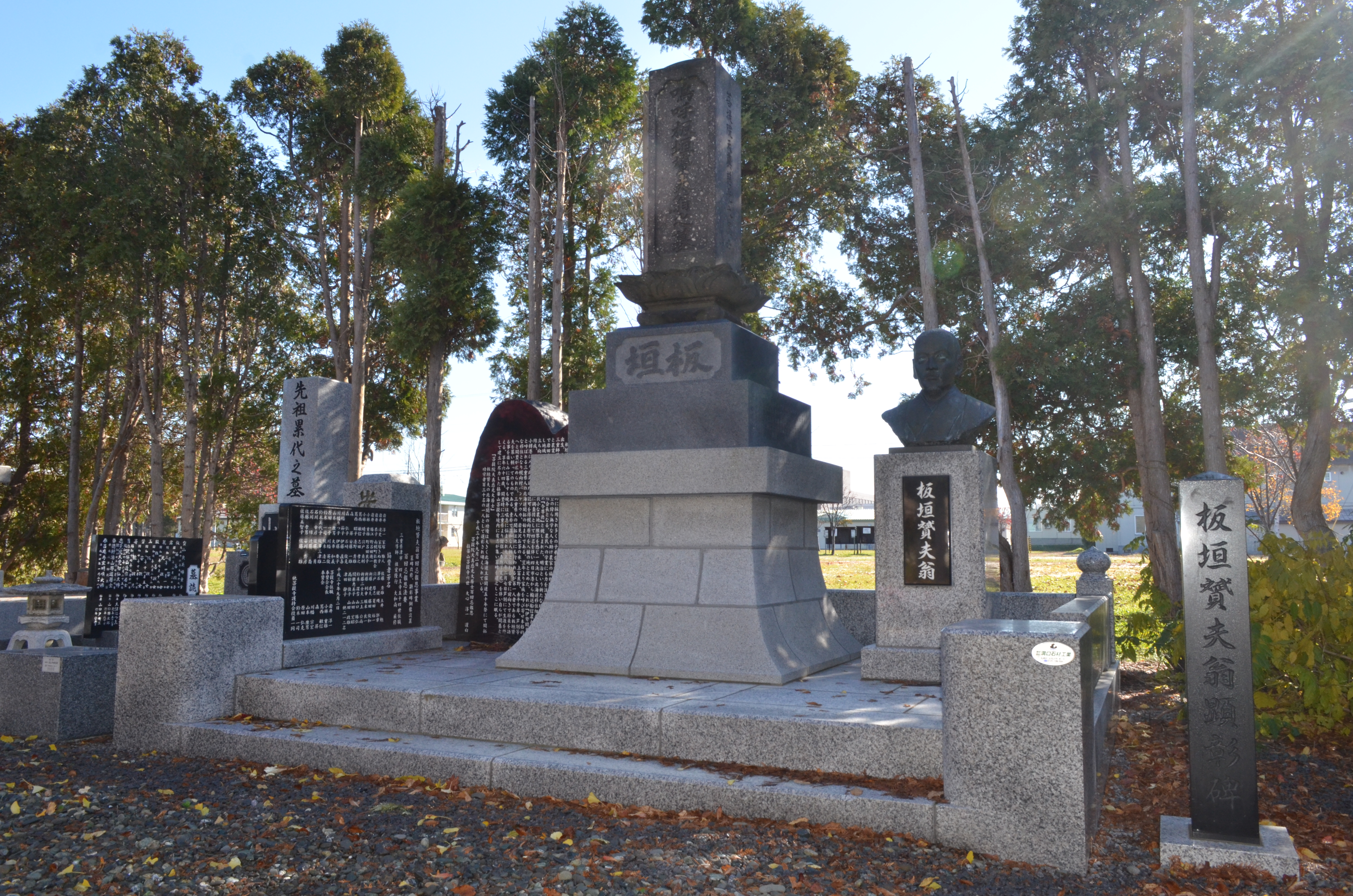
板垣贇夫の墓と顕彰碑
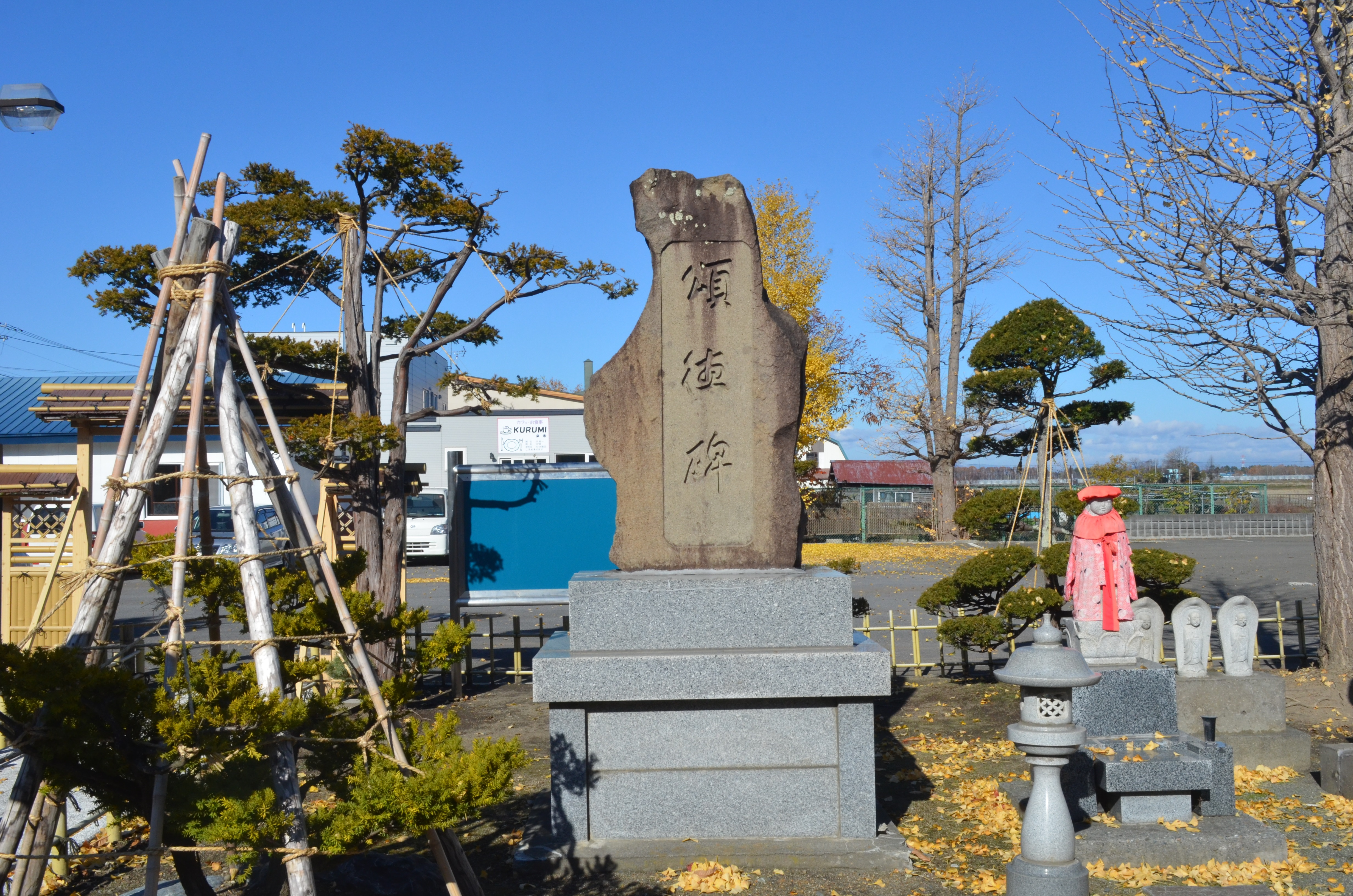
吉村諦真「頌徳碑」